# Велика награда Шпаније 1994.
Велика награда Шпаније 1994. године је била трка у светском шампионату Формуле 1 1994. године која се одржала на аутомобилској стази „Каталуња“ у Барселони, 29. маја 1994. године.
Победник је био Дејмон Хил, другопласирани Михаел Шумахер, док је трку као трећепласирани завршио Марк Бландел.